# Cyclodomorphus venustus
Espèce
Cyclodomorphus venustus est une espèce de sauriens de la famille des Scincidae.

## Répartition
Cette espèce est endémique d'Australie. Elle se rencontre dans le sud-ouest du Queensland, dans le nord-est de l'Australie-Méridionale et dans le Nord-Est de la Nouvelle-Galles du Sud.

## Description
C'est un saurien vivipare.

## Publication originale
- Shea & Miller, 1995 : A taxonomic revision of the Cyclodomorphus branchialis species group (Squamata: Scincidae). Records of the Australian Museum, vol. 47, no 3, p. 265-325 (texte intégral).